# Panama (Nebraska)
Pour les articles homonymes, voir Panama.
La ville de Panama est située dans le comté de Lancaster, dans le Nebraska, aux États-Unis. Lors du recensement de 2010, sa population s’élevait à 256 habitants.